# Barnavännen
Barnavännen är en svensk-finsk film från 2003 i regi av Jon Lindström.

## Handling
Filmen bygger på ett kapitel ur Bengt Pohjanens självbiografiska roman Tidens tvång och utspelar sig i Finland och Sverige 1959 och 1974. Tomas bor med sina föräldrar, en dag kommer hans pappas kusin som vinner Tomas förtroende med sviker honom grovt. Femton år senare har Tomas blivit polis och tar sitt tjänstevapen med sig när han söker upp kusinen för att hämnas, men det går inte som planerat.

## Om filmen
Filmen spelades in den 30 juni-9 juli 2003 och visades första gången på Tammerfors filmfestival den 4 mars 2004.

## Rollista
- Antti Reini - Serkku
- Jonas Karlsson - Tomas som vuxen
- Tobias Henriksson - Tomas som femtonåring
- Bengt Pohjanen
- Marika Lagercrantz